# Ernst Adolf Sagorski
Ernst Adolf Sagorski (1847 - 1929) fue un botánico y pteridólogo alemán que realizó exploraciones botánicas a Europa Central y a los Balcanes.

## Algunas publicaciones
- Ernst Adolf Sagorski, Gustav Schneider. 1891. Flora der Centralkarpathen mit specieller berücksichtigung der in der Hohen Tatra vorkommenden phanerogamen und gefäss-cryptogamen nach eigenen und fremden beobachtungen (Flora de Centralkarpathen con más consideración especial de los que ocurren en los Altos Tatras: criptógamas, vasculares, y fanerógamas, sus propias observaciones y otros). Ed. E. Kummer. 2 pp.

### Libros
- 1885. Die Rosen der Flora von Naumburg a-S. nebst den in Thüringen bisher beobachteten Formen (Las rosas de la flora de Naumburg un S-. junto con los formularios previamente observados en Turingia). Jahresbericht der Königl: Landesschule Pforta (Informe Anual de la Real: Pforta Escolar del Estado). Ed. H. Sieling. 48 pp.

## Honores

### Epónimos
- (Asteraceae) Hieracium × sagorskii Gus.Schneid.[2]
- (Polygonaceae) Rumex × sagorskii Hausskn.[3]
- (Rhamnaceae) Rhamnus sagorskii Bornm.[4]
- (Scrophulariaceae) Alectorolophus sagorskii Semler[5]

- La abreviatura «Sagorski» se emplea para indicar a Ernst Adolf Sagorski como autoridad en la descripción y clasificación científica de los vegetales.[6]